# Боргето (Анкона)
Боргето је насеље у Италији у округу Анкона, региону Марке.
Према процени из 2011. у насељу је живело 3181 становника. Насеље се налази на надморској висини од 52 м.